# Haegen
Haegen je občina v departmaju Bas-Rhin francoske regije Alzacija.
Leta 2011 je v občini živelo 643 oseb oz. 32 oseb/km².